# Netscape Navigator
Netscape Navigator bio je internetski preglednik u vlasništvu tvrtke Netscape, kasnije tvrtke AOL (America Online). Netscape Navigator bio je najpopularniji internetski preglednik po udjelu korištenja u devedesetima, no oko 2003. skoro da je nestao.

## Povijest
Netscape Navigator bio je inspiriran uspjehom preglednika Mosaic, koji je napisao Marc Andreessen. On je upoznao Jima Clarka koji je vjerovao da Mosaic ima dobre reklamne mogućnosti.
Odlučili su napraviti novi internetski preglednik pod nazivom Netscape Navigator. Netscape je najavio izlazak preglednika 13. listopada 1994. te da će preglednik biti besplatan. Besplatne beta verzije 1.0 i 1.1 izašle su u studenom 1994. i ožujku 1995., dok je puna verzija 1.0 bila dostupna mjesec dana nakon izlaska beta verzije, u prosincu 1994.[nedostaje izvor]
Netscape je za javnost priopćio da će puna verzija 1.1 biti besplatna samo za akademske i neprofitne organizacije.
Stručnjaci za sigurnost priopćili su da Netscape Navigator ima nedostatak sigurnosti ("rušenje" preglednika s dugim URL-om).
Netscape Navigator se razvijao tijekom 1990-ih. Netscape je htio da njihov preglednik ostane na vrhu internetskih preglednika po udjelu korištenja te su dodavali razne značajke (kolačiće, frame, proxy auto-konfiguraciju...).

### Raspad
Netscape Navigator bio je uspješan preglednik te je 1995. godine imao skoro 80% po udjelu korištenja te je internet postao viđen kao isplativo tržište. Zbog toga je Microsoft iste godine odlučio započeti kampanju kako bi ušao u tržište internetskih preglednika. Microsoft je zatim razvio Internet Explorer jednostavnim programiranjem te je isti postao popularan preglednik. Tako je započeo Rat internetskih preglednika, prvo između Microsofta i Netscapea, a kasnije ostalih.
Verzije Internet Explorera 1.0 i 2.0 su bile smatrane gorima od Netscape Navigatora, no izlaskom verzije 3.0 "rat" između Microsofta i Netscapea postao je napetiji. Verzija 4.0 je bila poboljšana, dok je verzija 5.0 bila još poboljšana i stabilnija te je Internet Explorer postao najpopularniji preglednik po prvi put u svojoj povijesti.
Netscape Navigator je imao dvije verzije 3.0, standardnu verziju (Standard Edition) i poboljšanu verziju (Gold Edition). Gold Edition bio je poboljšan raznim značajkama (e-mail, internetski portal, WYSIWYG (What You See Is What You Get), no te značajke dodatno su usporile preglednik. Naziv Gold Edition promijenjen je u Netscape Communicator.[nedostaje izvor]
Netscape Communicator 4.x bio je mnogo sporiji od Internet Explorera 5.0. Do kraja desetljeća je Microsoft uspio zadržati Internet Explorer kao najpopularniji preglednik, dok je Netscape Navigator potonuo.
Dana 28. prosinca 2007. zaposlenici Netscapea potvrdili su da je njihov vlasnik AOL odustao od daljnjeg razvijanja Netscape Navigatora te da će ga podržavati do 1. ožujka 2008.